# Isabel Neville
Isabel Neville, Hertogin van Clarence (5 september 1451 – 22 december 1476) was de oudste dochter van Richard Neville (graaf van Warwick) (de Koningmaker tijdens de Rozenoorlogen) en Anne van Beauchamp. Ze was de vrouw van George, 1ste Hertog van Clarence. Ze was ook de oudere zus van Anne Neville, die prinses van Wales was door haar eerste huwelijk en door haar tweede huwelijk koningin-gemalin van Engeland werd.

## Leven
Isabel Neville werd geboren op Warwick Castle, de zetel van de graven van Warwick. In 1469 huwde haar ambitieuze vader haar uit aan Engelands tweede troonopvolger George van Clarence, de broer van de koning Edward IV en Richard, Hertog van Glouchester. De koning was er echter op tegen dat dit huwelijk zou worden voltrokken, want hierdoor zou de machtige Warwick nog dichter bij de troon komen. De ceremonie vond toch plaats in het geheim in Calais op 11 juli 1469, gearrangeerd door Isabel Nevilles oom George Neville, aartsbisschop van York. Na het huwelijk sloot George van Clarence een verbond met zijn nieuwe schoonvader Lord Warwick en werden de van oorsprong gehate Lancasterians onder leiding van Margaretha van Anjou, koningin-gemalin van Hendrik VI bij dit verbond betrokken om Edward IV van Engeland omver te werpen. Nadat de zus van Isabel, Anne, was uitgehuwelijkt aan Eduard van Westminster, prins van Wales, keerde George van Clarence weer terug naar zijn broer Edward IV, omdat hij zich realiseerde dat zijn kansen op de troon nu zeer klein waren.

## Huwelijk en kinderen
Isabel Neville huwde George van Clarence in Calais op 11 juli 1469. Het echtpaar kreeg vier kinderen.
- Anne van York, geboren op een schip nabij Calais (heeft 1 dag geleefd)
- Margaretha van York (14 augustus 1473 - 27 mei 1541)
- Edward van York (25 februari 1475 - 28 november 1499)
- Richard of York (overleed jong) werd geboren in de Tewkesbury Abdij (6 oktober 1476 - 1 januari 1477)

## Voorouders
| Voorouders van Isabel Neville | Voorouders van Isabel Neville                                 | Voorouders van Isabel Neville                                 | Voorouders van Isabel Neville                                    | Voorouders van Isabel Neville                                    | Voorouders van Isabel Neville                                   | Voorouders van Isabel Neville                                   | Voorouders van Isabel Neville                                   | Voorouders van Isabel Neville                                   |
| ----------------------------- | ------------------------------------------------------------- | ------------------------------------------------------------- | ---------------------------------------------------------------- | ---------------------------------------------------------------- | --------------------------------------------------------------- | --------------------------------------------------------------- | --------------------------------------------------------------- | --------------------------------------------------------------- |
| Overgrootouders               | Ralph Neville (1364-1425) ∞ Johanna van Beaufort (1379-1440)  | Ralph Neville (1364-1425) ∞ Johanna van Beaufort (1379-1440)  | Thomas Montagu (1388-1428) ∞ 1406 Eleanor Holland (1386-na 1413) | Thomas Montagu (1388-1428) ∞ 1406 Eleanor Holland (1386-na 1413) | Thomas de Beauchamp (1338-1401) ∞ 1369 Margaret Ferrers (-)     | Thomas de Beauchamp (1338-1401) ∞ 1369 Margaret Ferrers (-)     | Thomas le Despenser (1373-1400) ∞ Constance of York (1374-1416) | Thomas le Despenser (1373-1400) ∞ Constance of York (1374-1416) |
| Grootouders                   | Richard Neville (1400-1460) ∞ 1437 Alice Montague (1406-1462) | Richard Neville (1400-1460) ∞ 1437 Alice Montague (1406-1462) | Richard Neville (1400-1460) ∞ 1437 Alice Montague (1406-1462)    | Richard Neville (1400-1460) ∞ 1437 Alice Montague (1406-1462)    | Richard Beauchamp (1382-1439) ∞ Isabel le Despenser (1400-1439) | Richard Beauchamp (1382-1439) ∞ Isabel le Despenser (1400-1439) | Richard Beauchamp (1382-1439) ∞ Isabel le Despenser (1400-1439) | Richard Beauchamp (1382-1439) ∞ Isabel le Despenser (1400-1439) |
| Ouders                        | Richard Neville (1428-1471) ∞ Anne Beauchamp (1426-1492)      | Richard Neville (1428-1471) ∞ Anne Beauchamp (1426-1492)      | Richard Neville (1428-1471) ∞ Anne Beauchamp (1426-1492)         | Richard Neville (1428-1471) ∞ Anne Beauchamp (1426-1492)         | Richard Neville (1428-1471) ∞ Anne Beauchamp (1426-1492)        | Richard Neville (1428-1471) ∞ Anne Beauchamp (1426-1492)        | Richard Neville (1428-1471) ∞ Anne Beauchamp (1426-1492)        | Richard Neville (1428-1471) ∞ Anne Beauchamp (1426-1492)        |
| Isabel Neville (1451-1476)    |                                                               |                                                               |                                                                  |                                                                  |                                                                 |                                                                 |                                                                 |                                                                 |